# Eisenwerk Tangerhütte

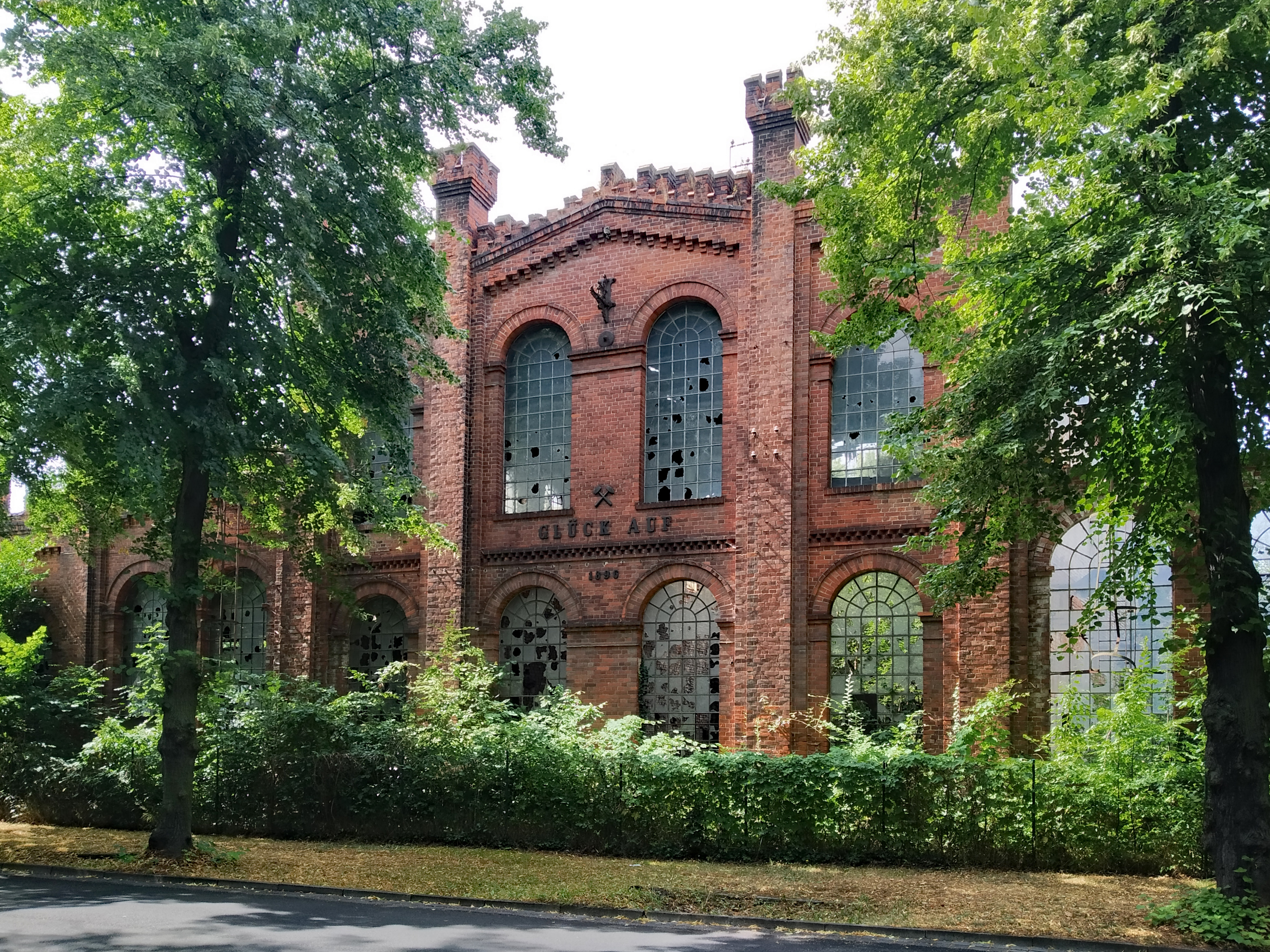
Ehemalige Gießereihalle

Das Eisenwerk Tangerhütte war ein Eisenwerk in der Stadt Tangerhütte im Landkreis Stendal in Sachsen-Anhalt.

## Geschichte
Im Jahre 1842 machten die zwei Magdeburger Unternehmer Johann Jacob Wagenführ und Helmecke bei dem Dorf Väthen im Tal des Tanger den Fund von Raseneisenstein. Sie begannen den Aufbau eines Hüttenwerkes, und am 6. März 1844 floss das erste Eisen aus dem Hochofen.
Die „Tangerhütte“ („Eisenhütten- und Emaillirwerk Tangerhütte“, später „Eisenhütten- und Emaillierwerk AG“) entwickelte sich rasch zu einem Wirtschaftszentrum. Mit der Zeit sank allerdings die Rentabilität des Unternehmens, bis 1889 der kunstsinnige Ferdinand Rudolf Curt von Arnim die Witwe Marie Wagenführ heiratete und das Unternehmen übernahm. Er setzte in der Produktion künstlerische und kreative Impulse.
Anfangs arbeiteten dort ca. 200 Menschen; im Jahr 1900 zählte das Werk 1535 Arbeiter. Damit war jeder dritte der rund 4440 Einwohner des Ortes Eisenwerker.
Zur Weltausstellung Paris 1889 war das Eisenwerk mit einem eigens gefertigten gusseisernen Pavillon vertreten. Dieser zählt zu den herausragenden Werken der Kunstgussarchitektur des 19. Jahrhunderts und ziert seither den Schlosspark.
Im Jahr 1900 wurde die Betriebsstätte „Marienhütte“ in Großauheim eröffnet. In den Jahren 1909–1911 entstand das Neue Schloss als Fabrikantenvilla der Familie Wagenführ. Der Bildhauer Otto Funke wirkte mit bei der künstlerischen Ausgestaltung des Parks, vor allem bei der Ausgestaltung des Neuen Schlosses.
Später wandte man sich der Produktion von Gebrauchsgegenständen für Industrie, Landwirtschaft und Haushalt zu. Die typischen in Tangerhütte gefertigten Kandelaber wurden nach Karl Friedrich Schinkel benannt und als „Schinkel-Leuchten“ bekannt.
Vor dem Einmarsch der Roten Armee verließ die Familie Wagenführ von Arnim ihre Heimat und ihren Besitz. Die Fabrik fiel 1945 den Reparationen durch die Sowjetunion zum Opfer. In der DDR wurde aus dem Betrieb der „VEB Eisenwerke 1. Mai Tangerhütte“ und dieser produzierte Gussteile aller Art, darunter Pavillons, Armaturen oder Schieber. Ab 1963 erhielten Schüler hier eine berufliche Grundausbildung. Entsprechend den Hauptprodukten des Betriebs war dieser ab den 1970er Jahren Teil des Armaturenkombinats. Zur Wendezeit 1989 arbeiteten rund 1200 Menschen auf der Hütte. 1992 wurde das Werk geschlossen. Heute wird das Neue Schloss als Kulturstätte genutzt.

## Bedeutung

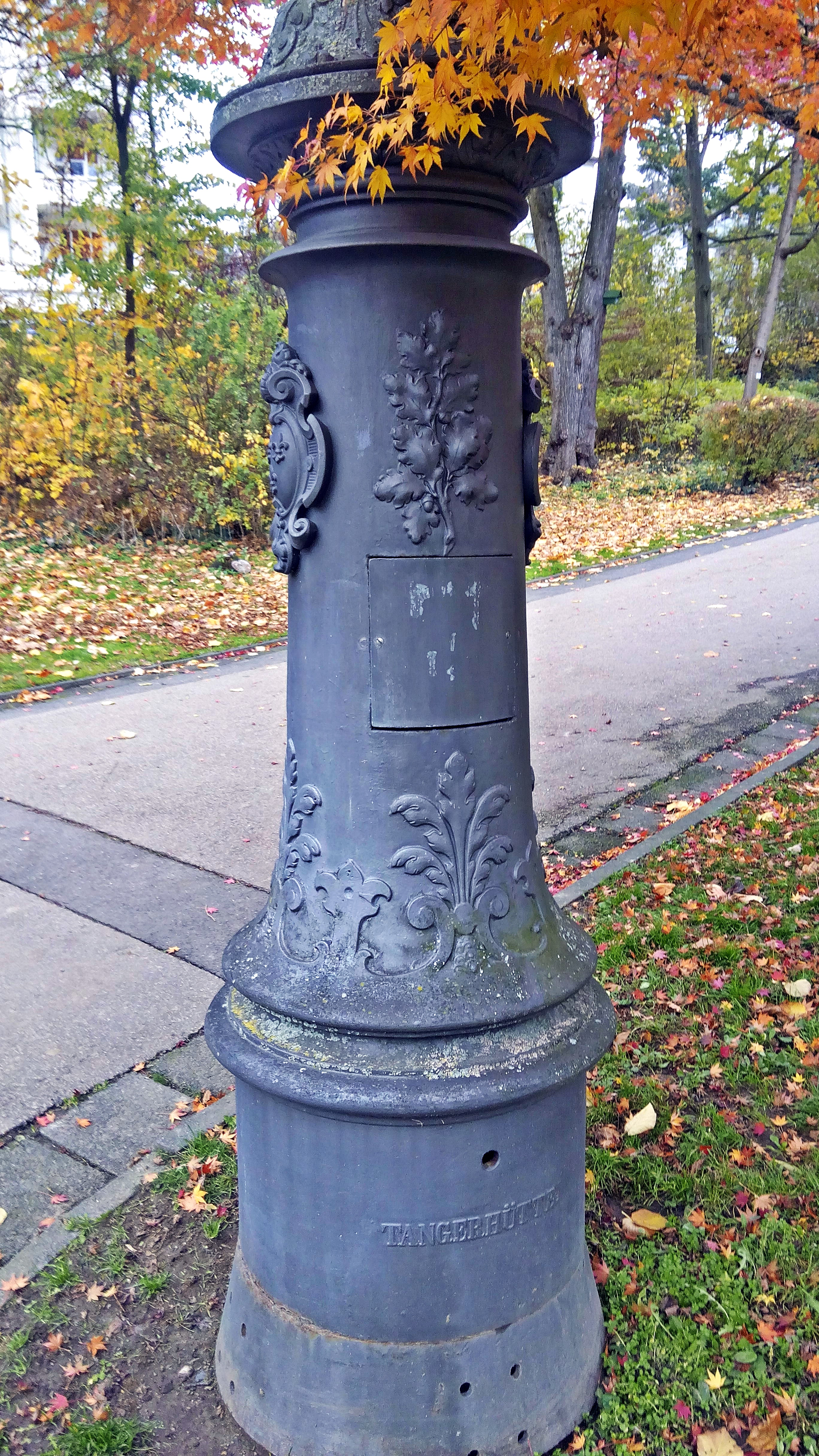
Gusseisen-Laternenmast mit Werksaufschrift „Tangerhütte“, Kurpark Wiesbaden, um 1900

Die Eisenwerke Tangerhütte waren verantwortlich dafür, dass aus dem damaligen Ort Vaethen ein Industriestandort wurde. Die Gießereiprodukte der Hütte haben den Namen Tangerhütte weltweit bekannt gemacht.